# Xylosma orbiculatum
Xylosma orbiculatum är en videväxtart som först beskrevs av J. R. och G. Forst., och fick sitt nu gällande namn av Forst. f.. Xylosma orbiculatum ingår i släktet Xylosma och familjen videväxter. Inga underarter finns listade i Catalogue of Life.